# Centaurea cankiriensis
Centaurea cankiriensis là một loài thực vật có hoa trong họ Cúc. Loài này được A.Duran & H.Duman mô tả khoa học đầu tiên năm 2002.